# Гарсія I (граф Кастилії)
Гарсія I Білорукий (*García I Fernández el de las Manos Blancas, 938 —995) — граф Кастилії, Алави, Бургоса та Лари у 970—995 роках.

## Життєпис
Походив з роду Лара. Син Фернана Гонсалеса, графа Кастилії, Алави, Бургоса й Лара, та Санчи Хіменес. У 960 році оженився на доньці графа Рібагорси.
У 970 році після смерті свого батька успадкував усі володіння. Формально граф Гарсія визнавав сюзеренітет королів Леону, але фактично був повністю незалежним володарем.
Постійно перебуваючи перед лицем небезпеки мусульманського нападу, він активно розширював становище шляхти. У 974 році з метою розширення своєї підтримки він підписав декрет, яким дозволяв будь-кому простолюдину Кастрохеріс, що мав коня і зброю, стати ідальго. Того ж року після атаки на міста Сорія і Гвадалахара уклав союз з Леоном і Наваррою, спрямований проти маврів. Згодом атакував фортецю Сан-Естебан-де-Гормас, але зазнав поразки від мусульман на чолі із Теман Галібом.
У 977 році кастильські війська зазнали поразок від мусульман на чолі із аль-Мансуром, але вони не мали великого значення. У 978 році граф заснував монастир Інфантадо Коваррубіас. Того ж року сплюндрував міста Альмасан, Бараона і Атенса. У 981 році уклав союз з Теманом Галібом проти аль-Мансура, але ця коаліція зазнала поразки у битві при Сан-Вісенте. Того ж року граф Гарсія I приєднався до Раміро III, короля Леону, але християни зазнали поразки від аль-Мансура у битві при Руеда.
В подальші роки намагався підтримувати гарні стосунки з королями Леону, водночас об'єднані сили християнських держав проти Кордовського халіфату. У 984 році наказав зміцнити місто Сепульведу, у 987 році багато зробив задля створення оборонних споруд біля річки Кеа.
У 989 році кастильські володіння атаковані аль-Мансуром, який намагався захопити Гормас, втім не зміг. Але граф Гарсія не зміг попередити плюндрування частини своїх земель. Ситуацію змінило повстання Абдуллаха, сина аль-Мансура, який зрештою втік до Кастилії. У 990 році під тиском аль-Мансура кастильський граф змушений був видати Абдуллаха, якого страчено. Натомість було укладено мир з халіфатом.
У 991 році проти графа Гарсії I повстав його син Санчо, якого підтримали деякі представники знаті, що були проти майбутнього шлюбу доньки Гарсії з королем Леону. Втім за підтримки останнього було встановлено мир з Кастилію.
У 994 році поновилися бойові дії з маврами. Гарсія втратив міста Клун'я та Сан-Естебан-де-Гормас, натомість захопив містечко Еспехо. У 995 році Гарсія зазнав поразки від фактичного володаря Кордовського халіфату аль-Мансура у битві при Торревісенте, тяжко пораненим потрапив у полон. Невдовзі помер у Кордові. Згодом його переховали у монастирі Сан-Педро-де-Карденья в Бургосі. Владу успадкував його син Санчо.

## Родина
Дружина — Ава, донька Раймунда II, графа Рібагорси.
Діти:
- Майор (д/н—після 1035), дружина Рамона III, графа Нижнього Пальяра
- Санчо (965—1017), граф Кастилії у 995—1017 роках
- Уррака (д/н—1039), черниця
- Гонсало (д/н—979)
- Ельвіра (д/н—1017), дружина Бермудо II, короля Леону
- Тода (д/н—1031), дружина Санчо Гомес, графа Салданья
- Онека (д/н—після 995), дружина аль-Мансура